# Ганимед (Алкеј)
Ганимед (грч. Γανυμήδης), комедија аутора Алкелеја, који је био старогрчки комедиограф и стварао у оквиру старе атичке комедије.